# Interpréteur (patron de conception)
 (octobre 2014).
- Si vous ne connaissez pas le sujet, laissez ce bandeau (vous pouvez alors contacter les auteurs).
- Si vous supprimez le contenu mis en cause (vous pouvez préalablement contacter les auteurs),

argumentez précisément cette suppression dans la page de discussion
(un manque de référence n'est pas un argument ; une recherche réelle de référence doit avoir été effectuée, être formellement documentée).
 (octobre 2014).
Si vous disposez d'ouvrages ou d'articles de référence ou si vous connaissez des sites web de qualité traitant du thème abordé ici, merci de compléter l'article en donnant les références utiles à sa vérifiabilité et en les liant à la section « Notes et références ».
Pour les articles homonymes, voir Interpréteur.
En génie logiciel, le patron de conception interpréteur est utilisé pour des logiciels ayant besoin d'un langage afin de décrire les opérations qu'ils peuvent réaliser.
Le modèle de conception interpréteur définit la grammaire de ce langage et utilise celle-ci pour interpréter des états dans ce langage.
Ce patron de conception est très utile dans deux cas :
1. lorsque le logiciel doit analyser/parser une chaîne algébrique. C'est un cas assez évident où le logiciel doit exécuter des opérations en fonction d'une équation (dessiner la courbe d'une fonction par exemple)
2. lorsque le logiciel doit produire différents types de données comme résultat. Ce cas est moins évident, mais l'interpréteur y est très utile. Prenez l'exemple d'un logiciel capable d'afficher des données dans n'importe quel ordre, en les triant ou pas, etc.

Ce patron définit comment interpréter les éléments du langage.
Dans ce patron de conception, il y a une classe par symbole terminal et non-terminal du langage à interpréter.
L'arbre de syntaxe du langage est représenté par une instance du patron de conception Objet composite.

## Diagramme de classes
Le patron de conception Interpréteur peut être représenté par le diagramme de classes suivant :

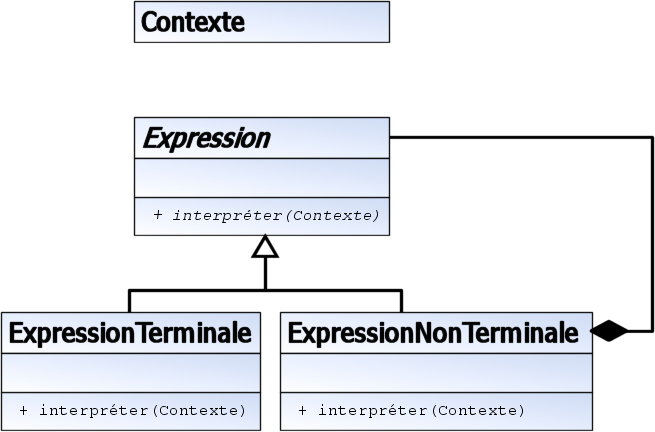
Diagramme de classes UML du patron de conception Interpréteur

## Exemples

### Java
L'exemple Java suivant montre comment interpréter un langage spécialisé, tel que les expressions en notation polonaise inversée. Dans ce langage, on donne les opérandes avant l'opérateur.
```
import
 
java.util.*
;

interface
 
Expression

{

    
public
 
void
 
interpret
(
Stack
<
Integer
>
 
s
);

}

class
 
TerminalExpression_Number
 
implements
 
Expression

{

    
private
 
int
 
number
;

    
public
 
TerminalExpression_Number
(
int
 
number
)

    
{
 
this
.
number
 
=
 
number
;
 
}

    
public
 
void
 
interpret
(
Stack
<
Integer
>
 
s
)

    
{
 
s
.
push
(
number
);
 
}

}

class
 
NonTerminalExpression_Plus
 
implements
 
Expression

{

    
public
 
void
 
interpret
(
Stack
<
Integer
>
 
s
)

    
{
 
s
.
push
(
 
s
.
pop
()
 
+
 
s
.
pop
()
 
);
 
}

}

class
 
NonTerminalExpression_Minus
 
implements
 
Expression

{

    
public
 
void
 
interpret
(
Stack
<
Integer
>
 
s
)

    
{
 
s
.
push
(
 
-
 
s
.
pop
()
 
+
 
s
.
pop
()
 
);
 
}

}

class
 
Parser

{

    
private
 
ArrayList
<
Expression
>
 
parseTree
 
=

        
new
 
ArrayList
<
Expression
>
();
 
// only one NonTerminal Expression here

 	
public
 
Parser
(
String
 
s
)
 
{

		

		
Expression
 
plus
 
=
 
new
 
NonTerminalExpression_Plus
();

		
Expression
 
minus
 
=
 
new
 
NonTerminalExpression_Minus
();

		

		
for
 
(
String
 
token
 
:
 
s
.
split
(
" "
))
 
{

			
if
 
(
token
.
equals
(
"+"
))

				
parseTree
.
add
(
plus
);

			
else
 
if
 
(
token
.
equals
(
"-"
))

				
parseTree
.
add
(
minus
);

// ...

			
else

				
parseTree
.
add
(
new
 
TerminalExpression_Number
(
Integer
.
parseInt
(
token
)));

		
}

	
}

    
public
 
int
 
evaluate
()

    
{

        
Stack
<
Integer
>
 
context
 
=
 
new
 
Stack
<
Integer
>
();

        
for
 
(
Expression
 
e
 
:
 
parseTree
)
 
e
.
interpret
(
context
);

        
return
 
context
.
pop
();

    
}

}

class
 
InterpreterExample

{

    
public
 
static
 
void
 
main
(
String
[]
 
args
)

    
{

        
String
 
expression
 
=
 
"42 4 2 - +"
;

        
Parser
 
p
 
=
 
new
 
Parser
(
expression
);

        
System
.
out
.
println
(
"'"
 
+
 
expression
 
+
"' equals "
 
+
 
p
.
evaluate
());

    
}

}

```

Ce programme affiche :
```
'42 4 2 - +' equals 44
```